# ماركوس ديلغادو
ماركوس ديلغادو (بالإسبانية: Marcos Delgado)‏ (17 فبراير 1988 بتشيكلايو في بيرو - ) هو لاعب كرة قدم بيروفي في مركز الوسط. لعب مع خوان أوريتش وسبورت وانكايو ونادي سبورتينغ كريستال وديبورتيفو مانيسيبال ‏ وكورونل بولوجنسي وCusco FC ‏ وColegio Nacional Iquitos ‏.

## روابط خارجية
- ماركوس ديلغادو على موقع قاعدة بيانات كرة القدم.إي يو (الإنجليزية)
- ماركوس ديلغادو على موقع Soccerway.com (الإنجليزية)
- ماركوس ديلغادو على موقع AS.com (الإسبانية)